# Iosif Warejkis
Iosif (Juozas) Michajłowicz Warejkis (ros. Ио́сиф (Юозас) Миха́йлович Варе́йкис, lit. Juozas Vareikis, ur. 18 października 1894 we wsi Vareikiai w guberni kowieńskiej, zm. 29 lipca 1938 w miejscu egzekucji Kommunarka) – litewski i rosyjski działacz komunistyczny, polityk radziecki, kierownik Wydziału Prasy KC RKP(b)/WKP(b) (1924-1926), członek KC WKP(b) (1930-1937).

## Życiorys
Od 1913 w SDPRR(b), kilka razy był aresztowany za działalność komunistyczną, w 1917 członek Prezydium i zastępca przewodniczącego Rady Podolskiej (gubernia moskiewska) i członek Prezydium i sekretarz Rady Jekaterynosławskiej. Od stycznia do marca 1918 sekretarz Komitetu Wykonawczego Doniecko-Krzyworoskiej Rady Obwodowej i komisarz ludowy ochrony państwowej Doniecko-Krzyworoskiej Republiki Radzieckiej, w 1918 członek kolegium redakcyjnego gazety "Donieckij proletarij" w Charkowie, od lutego 1918 do sierpnia 1920 przewodniczący gubernialnego komitetu RKP(b) w Symbirsku, nadzwyczajny komendant obrony Symbirska. Od 12 sierpnia do 19 października 1920 przewodniczący Komitetu Wykonawczego Rady Gubernialnej w Witebsku, od 19 października do 6 grudnia 1920 przewodniczący Gubernialnego Komitetu Wykonawczego w Witebsku, od 6 grudnia 1920 do października 1921 ponownie przewodniczący Komitetu Wykonawczego Rady Gubernialnej w Witebsku. 
W latach 1921–1923 zastępca przewodniczącego Rady Bakijskiej, 1922-1923 członek Biura Politycznego KC Komunistycznej Partii Azerbejdżanu i członek Zakaukaskiego Krajowego Komitetu WKP(b), od 25 kwietnia 1923 do 23 maja 1924 zastępca członka Centralnej Komisji Kontroli RKP(b). Od sierpnia 1923 do lutego 1924 sekretarz odpowiedzialny Gubernialnego Komitetu RKP(b) w Kijowie, od lutego do października 1924 sekretarz odpowiedzialny KC Komunistycznej Partii (bolszewików) Turkiestanu i członek Środkowoazjatyckiego Biura KC RKP(b), od 31 maja 1924 do 26 czerwca 1930 zastępca członka RKP(b)/WKP(b), a od 13 lipca 1930 do 12 października 1937 członek KC WKP(b). Od października 1924 do stycznia 1926 kierownik Wydziału Prasy KC RKP(b)/WKP(b) i redaktor gazet "Mołodaja gwardija" i "Krasnaja pieczat´", od stycznia 1926 do maja 1928 sekretarz odpowiedzialny gubernialnego komitetu WKP(b) w Saratowie, od sierpnia 1928 do 19 czerwca 1934 I sekretarz Centralno-Czarnoziemskiego Komitetu Obwodowego WKP(b). Od 19 czerwca 1934 do maja 1935 I sekretarz Komitetu Obwodowego WKP(b) w Woroneżu, od 20 marca 1935 do 22 grudnia 1936 I sekretarz Krajowego Komitetu WKP(b) w Stalingradzie, od 15 stycznia do 20 października 1937 I sekretarz Dalekowschodniego Krajowego Komitetu WKP(b). 
W okresie "wielkiego terroru" 10 października 1937 aresztowany przez NKWD. 29 lipca 1938 skazany na śmierć przez Kolegium Wojskowe Sądu Najwyższego ZSRR z zarzutu o "udział w kontrrewolucyjnej organizacji terrorystycznej". Rozstrzelany tego samego dnia w miejscu egzekucji Kommunarka pod Moskwą, pochowany anonimowo.
Zrehabilitowany 26 maja 1956 postanowieniem Kolegium Wojskowego SN ZSRR.

## Odznaczenia
15 marca 1935 odznaczony Orderem Lenina.